# Pierre Tasso
Pour les articles homonymes, voir Tasso (homonymie).
 (décembre 2019).
Pierre Tasso est un auteur, réalisateur, dessinateur, illustrateur, scénariste, directeur artistique français né le 18 janvier 1958 à Paris 12e et mort le 2 octobre 2018 à Colombes.

## Biographie
Il est formé à la conception visuelle à l'École Estienne (École Supérieure des arts et industries graphiques) où il obtient un BTS en 1981.
Il est ensuite illustrateur et réalise des storyboards et spots publicitaires pour des agences de publicité et des marques dont Malabar, et devient ensuite directeur artistique pour l'agence Tiburce & compagnie de 1992 à 1994.
En 1992, il conçoit l'animation d'un spectacle multi-écrans de Michel Jaffrennou pour La Villette et réalise 80 émissions scientifiques pour La Cinq : L'amour en questions et Les clefs de la nature. En 1997 il co-réalise pour Canal+ la série d'animation Les contes de Jodo, 13 épisodes d’après Les contes initiatiques d'Alejandro Jodorowsky.
Il enseigne l'expression visuelle à l'Institut universitaire de technologie de Marne-la-Vallée de 1998 à 2012 puis la musique à l'image à l'Ecole ATLA (École des musiques actuelles) de 2008 à 2015.

## Filmographie

### Courts métrages
- Week-end à Tokyo, avec Romain Slocombe, 1999[2],[5]. Premier prix au Festival du court métrage de Regensburg (Allemagne), 2000[6], prix de la recherche et prix de la meilleure création sonore au Festival international du court métrage de Clermont-Ferrand, 2000 - Grand Prix au Festival de Mons, 2000 - Prix de la Presse et Prix spécial du Jury au Festival de Grenoble, 2000. Prix Pandora au Festival International de Milan, 2000 - Prix de la meilleure vidéo étrangère au British Short Film Festival, 2000 - Grand Prix au Festival de Ratisbonne 2000
- Salace !, court métrage d'animation, 2002 - Festival international du film d'animation d'Annecy, 2004 ; Prix du Public au Festival International du Film d’Animation de Bègles « Les Nuits Magiques », 2004[7]
- Remise en forme pour les séniors, avec Romain Slocombe, 2005[8]
- La femme de plâtre, avec Romain Slocombe, 2009[8],[9]
- Kinbaku - La forêt des arbres bleus, avec Romain Slocombe, 2001[10]

### Séries d'animation
- Les contes de Jodo, 13 épisodes pour Canal+, 1997[2]
- Silence la violence !, 6 épisodes pour la Fondation de France et M6, 2002[2]

### Clips
- Sinsemilia, Tout le bonheur du monde, 2005[11],[12]
- Ilona, Laissez-nous respirer, 2006
- Too Soft, Eskimo, 2009

## Ouvrages

### Bande dessinée

#### En tant que scénariste
- Têt' de con, avec Arthur Rainho, éd. Garnault, coll. Les p'tits gags, 1984  (ISBN 2-904164-04-9)
- Sylvain Castang - Objectif Terre, avec François San Millan, éd. Procida, 1990  (ISBN 2-9505193-0-X)
- Mission Bastia, avec François San Millan, éd. Procida, 1991  (ISBN 2-9505193-0-X)
- Drôles de nectars / Fondation Toxicomanie et prévention jeunesse (Nathan), avec François San Millan, 1989[13]

#### En tant qu'illustrateur
- Séries de vignettes pour la marque Malabar, avec Artur Rainho, série Détectives en 1987 et Sport en 1989[4],[14]